# Liste der Monuments historiques in Coivrel
Die Liste der Monuments historiques in Coivrel führt die Monuments historiques in der französischen Gemeinde Coivrel auf.

## Liste der Objekte
| Bezeichnung                                                                             | Beschreibung                                        | Standort                       | Kennzeichnung | Schutzstatus | Datum | Bild |
| --------------------------------------------------------------------------------------- | --------------------------------------------------- | ------------------------------ | ------------- | ------------ | ----- | ---- |
| 52 Kirchenbänke                                                                         | Holz, Ende des 17. Jahrhunderts und 19. Jahrhundert | in der Kirche St-Martin (Lage) | PM60000564    | Classé       | 1925  |      |
| Bas-Relief: Der heilige Martin teilt seinen Mantel mit einem Bettler                    | Holz, 1671                                          | in der Kirche St-Martin (Lage) | PM60000565    | Classé       | 1960  |      |
| Altar und Retabel                                                                       | Holz, 16./17. Jahrhundert                           | in der Kirche St-Martin (Lage) | PM60004966    | Inscrit      | 2010  |      |
| Prozessionsstange mit Skulptur Der heilige Martin teilt seinen Mantel mit einem Bettler | Holz, 17./18. Jahrhundert                           | in der Kirche St-Martin (Lage) | PM60000566    | Classé       | 1960  |      |